# Liu Bei
Liu Bei (劉備) (n. 161 – d. 10 iunie 223), cunoscut și ca Liu Xuande, a fost un general chinez și mai târziu împăratul fondator al statului Shu Han (Regatul lui Shu) din timpul erei celor Trei Regate.